# دوري فلسطين 1934–35
دوري فلسطين 1934–35 هو الموسم 3 من دوري فلسطين. أشرف على تنظيمه اتحاد إسرائيل لكرة القدم، وفاز فيه نادي هبوعيل تل أبيب.